# 邻家特工
《邻家特工》（英語：The Spy Next Door）是2010年初上映一部动作喜剧片，由布莱恩·莱温特执导，成龙、琥珀·瓦萊塔、比利·雷·赛勒斯领衔主演。在影片开始，播放了一段用蒙太奇的手法剪辑成龙早期的经典影片而成的短片，以此向成龙的电影表示敬意。
這部電影普遍招致嚴厲的批評。在爛番茄網站上它僅有12%的好評，76位評鑑家中分數僅得到10分的3.1分；而在Metacritic0到100的評價上，抽樣18位評鑑家，估計這部電影也只得到30%的分數。總而言之此片的評價非常不高。

## 劇情
何鮑勃（成龍飾）是來自中國的間諜，但沒有人知道他的真實身份。他決定退休，以求與鄰家女子Gillian（琥珀·瓦萊塔飾）近一步發展。而為求討好姬利安的父親，鮑勃決定隨手照顧姬利安家中三個年幼的孩子，當個保姆。豈料俄羅斯一個恐怖組織突然找上門，威脅鮑勃從中協助恐怖活動，結果鮑勃的真實身份曝光，而孩子們也陷入困境當中......

## 演員
| 演 員         | 角 色   |
| 成龍          | 何鮑勃  |
| 琥珀·瓦萊塔   | Gillian |
| 瑪德琳·卡洛兒 | Farren  |
| Will Shadley  | Ian     |
| Alina Fory    | Nora    |
| 盧卡斯·提爾   | Larry   |

## 相似電影
- 《限制級褓母》
- 《絕地奶霸系列》
- 《啦妹當家（英语：Man of the House (2005 film)）》
- 《魔鬼孩子王》